# Шанси
Шанси (китайски: 山西; пинин: Shānxī) е провинция в северната част на Китайската народна република. Тя заема площ от 150 000 км² и има население от 32,97 млн.
Името на Шанси буквално означава „на запад от планината“, което се отнася към нейното географско местоположение спрямо Тайханската планина. Провинцията граничи с Хъбей на изток, Хънан на юг, Шънси на запад и Вътрешна Монголия на север. Столица на Шанси е град Тайюен.

## География
Голяма част от Шанси се намира върху Голямото льосово плато, което в източния си край се покачва към Тайханската планина, а на запад – към Люлян. Централната част, където тече река Фън, е заета от равнини. Най-високата точка е връх Утай, лежащ на 3058 метра надморска височина. Повечето от реките в провинцията се оттичат във Фън и Цин, които на свой ред са притоци на Хуанхъ. На север текат някои притоци на река Хай, сред които Санган и Хутуо. Хуанхъ формира западната и част от южната граница на Шанси.
Климатът на Шанси е континентален мусонен и характерна особеност за него е, че е твърде сух. Средното годишно ниво на валежите е 350 – 700 мм. През зимата и пролетта количеството на валежите е незначително.

### Главни градове
- Тайюен (столица)
- Датун
- Чанджъ
- Янцуан

## История
През епохата Пролети-есени (722 пр.н.е.-403 пр.н.е.) територията на Шанси е владение на царство Дзин, което се разпада на три части през 403 пр. Хр.: царство Хан, царство Джао и царство Уей. Същата година се счита за началото на Периода на воюващите царства (403 пр.н.е.-221 пр.н.е..) До 221 пр.н.е. всички тези царства биват постепенно подчинени от царство Цин, установило Цинската династия (221 пр. Хр.-206 пр. Хр.), първата, успяла да обедини всички китайски царства в единна империя.
При Ханската династия (206 пр. Хр.-220) Шанси се управлява като подразделение на Бинджоу. През този период там се заселват значителен брой хора от племето сюнну, като през Периода на Шестнадесетте царства (304 – 439) областта често става поле на военни действия. Съвременният град Датун е бил столица на царство Северна Уей (386 – 534) – царство на номандското племе Сянбей, което завладява почти целия Северен Китай. През този период Шанси е и важен будистки център.
По време на династията Тан (618 – 907) и след това, местността се нарича Хъдун, или „На изток от (Жълтата) река. През Периода на петте династии и десетте царства (907 – 960) Шанси е под властта на царство Северна Хан. С настоящото си име и граници, почти изцяло съвпадащи със съвременните, Шанси е установена през династията Мин (1368 – 1644).
Векове наред Шанси е център на търговията и банковото дело, като изразът „търговец от Шанси“ е бил синоним на богат човек. Въпреки това, в наши дни икономическото развитие на провинцията далеч не е толкова добро, поради силната зависимост на Шанси от залежите от въглища. Сега Шанси е една от най-бедните китайски провинции, както по общ БВП, така и по БВП на глава от населението.
Съвременното развитие на Шанси започва от управлението на независимия деспот Йен Шъхан (1911 – 1949). Като център на въгледобива провинцията се налага по време на японската окупация (1938 – 1945).

## Икономика
Земеделието играе важна роля в икономиката на Шанси, като основни култури са пшеница, царевица и сорго (гаолян). Обработваемите земи заемат едва около 30% от общата площ на провинцията. Правят се опити за повишаване на количеството земеделска продукция чрез иригационни системи и възстановяване по изкуствен път на ерозиралите почви. В планинските райони е развито животновъдството.
Провинцията е богата на природни изкопаеми, най-вече на въглища и боксит. В Шанси се намират около една трета от залежите от въглища на целия Китай, които са съсредоточени най-вече в северната ѝ част. Поради тази причина, провинцията е най-големият доставчик на въглища в Китай.
Сред водещите отрасли на икономиката, освен въгледобива, са производството на електроенергия, металургията и други тежки индустрии.

## Население
Населението на провинция Шанси е съставено почти изцяло от националността хан етнически китайци (99,7%). От останалите етнически групи представени са дунгани, монголци и манджури. Широко разпространена е групата южни диалекти на китайския език дзин. В югозападната част се говори путунхуа известен още като мандарин, т.е. официалният китайски език.

## Туризъм
Сред основните забележителности са древният град Пиняо, влизащ в Списъка на световното наследство, се намира близо до Тайюен. В него са съхранени много белези на китайската ханска култура, архитектура и начин на живот от времето на династиите Мин и Цин.
Пещерите Юнган, също в списъка на Световното наследство, се намират в град Датун. Те са 252 на брой, като в тях се намира колекция от произведения на будисткото изобразително изкуство, датиращи от 5 и 6 век.
Връх Утай е най-високата точка в провинцията и една от Петте свещени будистки планини. Той е известен и като дома на бодхисатва Манджусри и там се извършват будистки поклонения. Районът е известен като будистко културно и религиозно средище.
Връх Хъншан е една от Петте свещени даоистки планини, важно място за последователите на даоизма.